# Hugo I van Clermont
Hugo I van Clermont (circa 1030 - 1101) was van 1088 tot aan zijn dood graaf van Clermont.

## Levensloop
Hugo was de zoon van Reinoud I van Clermont, die van 1042 tot 1088 graaf van Clermont was. Zijn vader was de schoonzoon van graaf Boudewijn II van Clermont, de tweede gekende graaf van Clermont. Op die manier was hij een van de stamvaders van het huis Clermont. Van 1088 tot aan zijn overlijden was hij zelf graaf van Clermont.
Hij was gehuwd met Margaretha van Roucy, dochter van graaf Hilduin IV van Montdidier. Ze kregen acht kinderen:
- Reinoud II (1075-1152), graaf van Clermont
- Gwijde (overleden in 1119)
- Hugo (overleden na 1099)
- Ermentrude, huwde met Hugo d'Avranches, Earl of Chester
- Alix, huwde met Gilbert Fitz Richard, Lord de Clare
- Margaretha, huwde met Gilbert de Gerberoy
- Richildis, huwde met heer Dreux II van Mello
- Emma of Beatrix, dame de Luzarches, huwde met graaf Matheus I van Beaumont

Na zijn overlijden in 1101 werd Hugo als graaf van Clermont opgevolgd door zijn zoon Reinoud II.